# جوزيف كاريو
جوزيف كاريو (بالإنجليزية: Joseph Carew) هو نحات أمريكي، ولد في 1820، وتوفي في 1870.